# John Stewart (Eishockeyspieler, 1954)
John Christopher Stewart (* 2. Januar 1954 in Toronto, Ontario) ist ein ehemaliger kanadischer Eishockeyspieler, der im Verlauf seiner aktiven Karriere zwischen 1972 und 1982 unter anderem 278 Spiele für die Cleveland Crusaders und Birmingham Bulls in der World Hockey Association (WHA) sowie zwei weitere für die Nordiques de Québec in der National Hockey League (NHL) auf der Position des Centers bestritten hat. Zum Abschluss seiner aktiven Laufbahn verbrachte Stewart eine Spielzeit beim deutschen Rekordmeister Berliner SC in der Eishockey-Bundesliga. Sein Neffe Tom McCarthy war ebenfalls professioneller Eishockeyspieler.

## Karriere
Stewart verbrachte seine Juniorenzeit zunächst in der Saison 1971/72 bei den Markham Waxers in der Metro Junior A Hockey League (MetJHL), deren Mannschaftskapitän er war. Zur Fortsetzung seiner Ausbildung entschied sich der Stürmer in die Vereinigten Staaten zu gehen und begann ein Studium an der Bowling Green State University. Parallel dazu spielte er für die Falcons, die Eishockeymannschaft der Universität aus der Central Collegiate Hockey Association (CCHA), einer Division im Spielbetrieb der National Collegiate Athletic Association (NCAA). Trotz zahlreicher individueller Auszeichnungen brach Stewart sein Studium im Sommer 1974 ab, um in den Profibereich zu wechseln.
Der Offensivspieler entschied sich in die World Hockey Association (WHA) zu wechseln, die zwei Jahre zuvor als Konkurrenzliga zur National Hockey League (NHL) ins Leben gerufen wurde. Dort hatten sich bereits im Februar 1974 im WHA Secret Amateur Draft die Cleveland Crusaders in der zweiten Runde an 25. Stelle seine Transferrechte gesichert. Währenddessen lagen in der NHL seine Transferrechte bei den Canadiens de Montréal, die ihn in der sechsten Runde an 105. Position im NHL Amateur Draft 1974ausgewählt hatten. Stewart bestritt mit Beginn der Saison 1974/75 zwei Spielzeiten mit den Crusaders und lief in dieser Zeit ebenso für deren Farmteams in der North American Hockey League (NAHL), die Cape Codders und Syracuse Blazers, auf. Durch die Umsiedlung des Franchises der Cleveland Crusaders in den Bundesstaat Minnesota gehörte der Kanadier mit Beginn des Spieljahres 1976/77 den Minnesota Fighting Saints an. Er verbrachte die Spielzeit bis zur Auflösung der Organisation jedoch bei den Syracuse Blazers in der NAHL, ehe er im Januar 1977 als Free Agent zu den Birmingham Bulls wechselte.
Bei den Birmingham Bulls war der Angreifer in den folgenden beiden Spielzeiten bis zur Auflösung der WHA nach der Saison 1978/79 Stammspieler. Im letzten Jahr der Liga stellte er mit 50 Scorerpunkten eine persönliche Bestmarke auf. Da die Bulls nicht zu den vier WHA-Organisationen gehörten, die zur Spielzeit 1979/80 in die NHL aufgenommen wurden, sicherten sich die Nordiques de Québec im WHA Dispersal Draft seine Transferrechte, während Montréal auf die bereits im Jahr 1974 erworbenen Transferrechte verzichtete. Die Franko-Kanadier aus Québec City hatten jedoch nur wenig Interesse an ihrer Neuverpflichtung und setzten ihn im Saisonverlauf mit der Ausnahme von zwei Spielen bei ihrem Kooperationspartner Syracuse Firebirds in der American Hockey League (AHL) ein. Im August 1980 verließ der Mittelstürmer die Nordiques und unterzeichnete als Free Agent einen Vertrag bei den Calgary Flames, kam jedoch bis zum Februar 1981 ausschließlich für die Birmingham Bulls zu Einsätzen, die mittlerweile in der Central Hockey League (CHL) beheimatet waren. Anschließend wurde er von den Flames zu den Hartford Whalers transferiert, wo er aber ebenso nicht in der NHL zum Zug kam. Er beendete das Spieljahr 1980/81 bei deren Farmteam Binghamton Whalers.
Seine letzte Profisaison bestritt Stewart in Europa, wo er die Saison 1981/82 beim deutschen Rekordmeister Berliner SC in der Eishockey-Bundesliga verbrachte. Für die Hauptstädter absolvierte er im Verlauf des Jahres 35 Spiele und sammelte dabei 29 Punkte, ehe er seine Karriere im Alter von 32 Jahren beendete.

## Erfolge und Auszeichnungen
- 1973 CCHA All-Tournament Team
- 1974 CCHA Second All-Star Team

## Karrierestatistik
(Legende zur Spielerstatistik: Sp oder GP = absolvierte Spiele; T oder G = erzielte Tore; V oder A = erzielte Assists; Pkt oder Pts = erzielte Scorerpunkte; SM oder PIM = erhaltene Strafminuten; +/− = Plus/Minus-Bilanz; PP = erzielte Überzahltore; SH = erzielte Unterzahltore; GW = erzielte Siegtore; 1 Play-downs/Relegation; Kursiv: Statistik nicht vollständig)